# Scott Covington
Scott Covington (Fresno, 17 gennaio 1976) è un giocatore di football americano statunitense che ha giocato nel ruolo di quarterback nella National Football League (NFL) e nella Canadian Football League. Fu scelto nel corso del settimo giro (245º assoluto) del Draft NFL 1999 dai Cincinnati Bengals. Al college giocò a football all'Università di Miami.

## Carriera professionistica
Covington fu scelto nel corso del settimo giro del Draft 1999 dai Cincinnati Bengals per i quali giocò tre stagioni come terzo quarterback nelle gerarchie della squadra dietro Akili Smith e Scott Mitchell. Con essi disputò tre partite, completando 4 passaggi su 5 per 23 yard e correndo due volte. Nel 2002 passò ai St. Louis Rams rimanendovi per due stagioni. Nel 2002 partì come titolare al posto dell'infortunato Kurt Warner, completando due passaggi su cinque prima di essere sostituito da Jamie Martin. Fu svincolato dopo la stagione 2003. Dopo essere rimasto fermo per l'intera stagione 2004, Convington il 1º marzo 2005 firmò con i Toronto Argonauts della CFL, dai quali fu svincolato il 18 giugno.

## Vittorie e premi
Nessuno

## Statistiche
NFL
| Yard lanciate     | 30   |
| Touchdown         | 0    |
| Intercetti subiti | 0    |
| Passer rating     | 64,6 |